# Дерть (Минская область)
Дерть (бел. Дзерць), также Дерти (бел. Дзерцi, Дзерцы)— деревня в Червенском районе Минской области. Входит в состав Червенского сельсовета. До 30 октября 2009 г. входила в состав Гребенецкого сельсовета.

## Географическое положение
Находится примерно в 8 км к юго-востоку от райцентра, в 71 км от Минска и в 20 км от железнодорожной станции Пуховичи.

## История
На 1858 год существовала деревня Дерцы, входившая в состав Игуменского уезда Минской губернии и насчитывавшая 29 жителей. Согласно переписи населения Российской империи 1897 года усадьба в составе Юровичской волости из 8 дворов, где жили 56 человек. На начало XX века урочище, где было 5 дворов и 50 жителей. На 1917 год урочище входило в состав Хуторской волости, число дворов сократилось до 2-х, их население составляло 16 человек. После Октябрьской революции 1917 года в Дерти открыта рабочая школа 1-й ступени. 20 августа 1924 года деревня вошла в состав вновь образованного Гребенецкого сеьсовета Червенского района (с 20 февраля 1938 — Минской области. Согласно Переписи населения СССР 1926 года в деревне насчитывалось 36 дворов, проживали 195 человек, недалеко была также деревня Под-Дерти, где было 2 дома и 4 жителя. В местной школе обучались 37 детей (17 мальчиков и 20 девочек), при ней работала небольшая библиотека. В 1929 году в деревне организован колхоз «Рекорд», куда на 1932 год входили 20 крестьянских хозяйств, при колхозе была кузница. Во время Велийкой Отечественной войны Дерть оккупирована немцами в начале июля 1941 года, 10 её жителей не вернулись с фронта. Освобождена в начале июля 1944 года. В 1960 году население деревни составило 109 человек. В 1980-е годы относилась к колхозу «Большевик». На 1997 год здесь насчитывалось 12 домов и 29 жителей. 30 октября 2009 года в связи с упразднением Гребенецкого сельсовета передана в Червенский сельсовет. На 2013 год 7 жилых домов, 28 жителей.

## Население
- 1858 — 29 жителей
- 1897 — 8 дворов, 56 жителей
- начало XX века — 5 дворов, 50 жителей
- 1917 — 2 двора, 16 жителей
- 1926 — 36 дворов, 195 жителей + 2 двора, 4 жителя
- 1960 — 109 жителей
- 1997 — 12 дворов, 29 жителей
- 2013 — 7 дворов, 28 жителей